# Fleurs de France
Fleurs de France est une suite de pièces pour piano de la compositrice française Germaine Tailleferre, écrites en 1930.

## Contexte et création
Fleurs de France est composé en 1930 et publié en 1962 par les éditions Lemoine.
Pour Guy Sacre, « ce sont des fleurs de terroir, poussées dans le folklore, que ces huit pièces enfantines, où chaque province à son tour vient fournir sa variété particulière ; et cela constitue le plus frais des bouquets à offrir aux apprentis pianistes ».

## Structure et analyse
L'œuvre se compose de huit mouvements :
1. Jasmin de Provence, en sol mineur, andantino, « sicilienne un peu hésitante[1] » ;
2. Coquelicot de Guyenne, en ré majeur, allegro brillante, « aux tierces guillerettes[1] » ;
3. Rose d'Anjou, en sol mineur, andantino tranquillo, aux accents de « chanson mélancolique[1] » ;
4. Tournesol du Languedoc, en ut majeur, allegro grazioso, aux « unissons et [...] phrases bien scandées[1] » ;
5. Anthémise du Roussillon, en sol majeur, andantino, qui sur une basse d'Alberti prend « l'allure ingénue d'une sonatine dix-huitième[1] » ;
6. Lavandin de Haute-Provence, en mi mineur, allegretto grazioso, qui « nous fait respirer le parfum délicat du mode dorien[1] » ;
7. Volubilis du Béarn, en fa majeur, andante cantabile, qui est « presque un menuet[3] » ;
8. Bleuet de Picardie, en si bémol majeur, allegramente, qui ressemble à « une chanson de marche, qu'on siffloterait mains dans les poches, en s'enfonçant dans les sous-bois[3] ».

## Discographie sélective
- Germaine Tailleferre : Œuvres pour piano, Cristina Ariagno (piano), Timpani 1C1074, 2003.
- Germaine Tailleferre: Her Piano Works, Revived. 1, Nicolas Horvath (piano), Grand Piano GP891, 2022[4].
- The Flower of France – Germaine Tailleferre Piano Works, Quynh Nguyen (en) (piano), Music & Arts MACD1306, 2023.